# Hister bipunctatus
Hister bipunctatus är en skalbaggsart som beskrevs av Gustaf von Paykull 1811. Hister bipunctatus ingår i släktet Hister och familjen stumpbaggar. Inga underarter finns listade i Catalogue of Life.